# 文政町方書上
『文政町方書上』（ぶんせいまちかたかきあげ）は、江戸時代文政年間、幕府の『御府内風土記』編纂事業にあたり、江戸の各町の由来や現況について町名主に提出させた書類を合冊した資料。江戸町方書上（えどまちかたかきあげ）とも呼ばれる。国立国会図書館所蔵旧幕府引継書の一。

## 概要
江戸時代後期、老中松平定信によって武蔵国地誌編纂が構想され、文化7年（1810年）昌平坂学問所地誌調局において『新編武蔵風土記』編纂事業が始動した。間もなく、江戸府内については別に『御府内風土記』を編纂する方針となり、江戸の各町名主、寺社に資料の提出を命じた。これらを取り纏めたものが『町方書上』『寺社書上』である。
文政12年（1829年）、これらの資料は一旦『御府内備考』として取り纏められ、更にこれに基いて『御府内風土記』が編纂されたものの、明治6年（1873年）の皇城火災で惜しくも焼失し、『町方書上』『寺社書上』『御府内備考』のみが残ったとされる。但し、結局『御府内風土記』は完成が断念され、妥協の産物として出来上がったものが『御府内備考』だとする説もある。
各書上の年次から、調査は文政8年（1825年）から同11年（1828年）にかけて行われ、凡そ江戸の北縁から南に進行した後、隅田川以東に及んだことが分かる。各町毎に筆跡が明らかに異なり、町名主から提出された書類の原本と見られる。

## 範囲
『町方書上』で対象とされている範囲は、江戸府の町奉行支配に属し、かつ神田川を含めた外濠より外側の地域である。
全編146冊は白金、市谷、牛込、渋谷、小日向、小石川、駒込、西久保、三田、飯倉、鮫河橋并ニ権田原、青山、本郷、赤坂、麻布、品川寺社門前、 品川台町・同門前地・下高輪門前地、高輪、芝、四谷、湯島、四谷御門外麹町、谷中、外神田、下谷、浅草、本所、北本所、南本所、中之郷、深川、桜田、芝伊皿子・芝二本榎、巣鴨、高田・雑司ヶ谷、六軒茶屋町・永峰町・中目黒町・下目黒町、大久保・柏木・角筈・千駄ヶ谷、根津、青柳町・音羽町・桜木町三ヶ町、両国橋、大川橋、小梅、柳島、亀戸に分かれる。
挙げられた地域の内でも代官支配地は『新編武蔵風土記稿』に、寺社は『寺社書上』に詳述される。武家地はいずれにも含まれない。
外濠の内側、日本橋、京橋、築地、内神田などの地域は含まれていない。『御府内備考』にも引用がないので、当初から存在しなかったと考えられるが、含まれなかった理由は不明である。

## 内容
各項目は幕府から細かな指示があったと見え、書式はほぼ統一されている。各町毎に次の内容が列挙される。
- 江戸城からの方角と距離
- 町の起立について
- 町内間数（東西南北）、総坪数
- 隣町の名（東西南北）
- 町内で里俗に唱えられる惣名・小名・横町・長屋・裏屋など
- 町内家惣数、家持・家主・地借・店借別軒数

続いて以下に該当するもの等があれば逐一言及される。
- 自身番屋、商番屋、火の見櫓
- 市定日
- 武家・町人拝領屋敷、上納地、助成地
- 坂、切通、火除地、馬場、的場
- 川、堀、下水、橋、船渡場、御上り場、物置場、物揚場、河岸場
- 池、名水の井
- 神社、堂庵
- 古塚、古墓、古碑
- 御殿跡、御茶屋跡、城跡、陣屋跡、寺跡、古戦場、馬場跡、的場跡
- 川跡、堀跡、古上水跡
- 古い家筋で由緒・系図・古書物・古器物などを所持する者、孝行・奇特・忠義によって褒美を下された者
- 町道場
- 神職・修験者、穢多・非人
- 町内反別
- 郷名・庄名・領名、寺社領
- 検地、飛地、高札場
- 堤、抱屋敷

最後に「右之通取調、此段申上候。右之外御箇条々廉々当町ニ無御座候。以上。」のような文言で閉められ、年月と差出人の署名があり、印が押される。

## 出版状況
『町方書上』の史料価値は古くから知られ、江戸地誌研究においては欠かせない史料である。初めて部分的に収録されたのは大正3年（1914年）国書刊行会『徳川時代商業叢書』第1巻においてだが、江戸時代の商家に関する史料として、旧家の者に関する箇所のみの抜萃であった。
大部なため近年まで全体の刊行は行われず、主に自治体や郷土研究会によって地域毎に出版されてきた。昭和6年（1931年）に東京市本所区編『本所区史』、昭和11年（1936年）には鳥海諒一編『城東叢書』第1巻の中で本所地域部分が収録され、昭和27年（1952年）には渋谷区編『渋谷区史』に渋谷部分が収録されている。昭和62年（1987年）、林陸朗等の下で新人物往来社により『江戸町方書上』として順次刊行されたが、浅草編（上下巻）、下谷・谷中編の3巻のみで中断した。その後、港区立みなと図書館、新宿近世文書研究会、江東古文書に親しむ会によって地域毎の翻刻がなされたが、未刊行部分も多く、翻刻の様式も区々で、入手が難しい資料もあった。
平成24年（2012年）、国立国会図書館所蔵の原本が近代デジタルライブラリーにおいて公開された。また江戸東京博物館友の会により平成25年（2013年）-28年に刊行された。